# تیموتی پیکرینگ
تیموتی پیکرینگ (به انگلیسی: Timothy Pickering) سناتور سابق عضو حزب فدرالیست (آمریکا) بود. وی در سال ۱۸۰۳ تا ۱۸۱۱ میلادی سناتور ایالت ماساچوست در سنای ایالات متحده آمریکا بود.